# NGC 1164
NGC 1164 је спирална галаксија у сазвежђу Персеј која се налази на NGC листи објеката дубоког неба.
Деклинација објекта је + 42° 35' 8" а ректасцензија 3h 1m 59,8s. Привидна величина (магнитуда) објекта NGC 1164 износи 13,6 а фотографска магнитуда 14,4. NGC 1164 је још познат и под ознакама UGC 2490, MCG 7-7-16, MK 1067, IRAS 02587+4223, CGCG 540-28, NPM1G +42.0105, PGC 11441.